# مانگریزدیل
مانگریزدیل (به انگلیسی: Mungrisdale) یک روستا و محله مدنی در بریتانیا است که در منطقه ادن واقع شده‌است. مانگریزدیل ۲۹۷ نفر جمعیت دارد.